# Philippine Sea (Schiff, 1989)
Die USS Philippine Sea (CG-58) ist ein Lenkwaffenkreuzer der United States Navy der Ticonderoga-Klasse. Ihr Name leitet sich von der Schlacht in der Philippinensee ab. 
Ein US-Flugzeugträger der Essex-Klasse, in Dienst von 1946 bis 1958, hieß ebenfalls Philippine Sea (CV 47).

## Geschichte
CG-58 wurde Ende 1983 in Auftrag gegeben und 1986 bei Bath Iron Works auf Kiel gelegt. Sie lief im Sommer 1987 vom Stapel, wurde getauft und 1989 in Dienst gestellt.
Der erste Einsatz der Philippine Sea war ein Kriegseinsatz: 1990 wurde sie im Rahmen der Operation Desert Storm eingesetzt. Während des Krieges kontrollierte die Besatzung mehrere zivile Schiffe im Roten Meer und feuerte zehn BGM-109 Tomahawk auf Ziele im Irak. 1991 diente das Schiff als Flaggschiff für Operationen zur Bekämpfung des Drogenschmuggels in der Karibik. 1992 war sie im Mittelmeer und im Roten Meer. 1993 wurde die Philippine Sea durch die Boston Naval Shipyard überholt.
Im Anschluss verlegte sie als Geleit der Saratoga ins Mittelmeer, 1994 folgten Fahrten in der Karibik, 1995 in der Ostsee. 1996 verlegte die Philippine Sea mit der Enterprise ins Mittelmeer. Im Kosovokrieg 1998/1999 feuerte sie Tomahawk-Marschflugkörper auf Ziele im Kosovo und 2001 auf Ziele in Afghanistan. 2003 unterstützte sie die Operationen Enduring Freedom und Iraqi Freedom. Weitere Fahrten zur Terrorbekämpfung folgten im Mai 2005 und im Juni 2006. 

Am 15. September 2012 wurde die Asche von Neil Armstrong vom Deck der Philippine Sea im Atlantik dem Meer übergeben.
Ab dem 23. September 2014 schoss die USS Philippine Sea im Roten Meer BGM-109 Tomahawk-Marschflugkörper ab; dies war der Auftakt zur Operation Inherent Resolve zur Bekämpfung der Terrormiliz Islamischer Staat (IS).
Nachdem am 4. Februar 2023 ein chinesischer Stratosphärenballon nahe Myrtle Beach in South Carolina abgeschossen wurde, war das Schiff an der Suchaktion der Trümmer beteiligt.